# Massachusetts
Massachusetts is een van de staten van de Verenigde Staten en ligt in de regio New England. De bijnaam van de staat is de "Bay State" ("baaistaat"), naar Massachusetts Bay, het deel van de Atlantische Oceaan voor de kust van Massachusetts. De hoofdstad is Boston.

## Naam
De naam Massachusetts zou afkomstig zijn van het inheemse Massa-dchu-es-at, of "grote heuvel, kleine plaats".
De officiële benaming is "Commonwealth of Massachusetts", naar de naam van de oorspronkelijke kolonie vóór de Amerikaanse Onafhankelijkheidsverklaring. Commonwealth oftewel gemenebest heeft alleen betekenis als deel van de naam; het verandert niets aan de status van Massachusetts als een staat van de Verenigde Staten.

## Geschiedenis
In 1620 stichtten de met de Mayflower gearriveerde Pilgrim Fathers een kolonie, de Plymouth Colony, waar nu de plaats Plymouth ligt. Niet lang daarna stichtten de puriteinen de Massachusetts Bay Colony. De Puriteinse beginselen werden hier strikt toegepast; zo stond een boete van 5 Shilling op het vieren van Kerstmis op 25 december. Pas in 1856 zou deze dag in Massachusetts worden erkend als feestdag.
Toen zij hier landden betrad de groep van de Pilgrim Fathers land dat niet onbewoond was. Er woonden verscheidene Amerikaanse Indianenstammen: Pemaquid, Wampanoags, Pokanokets en Narragansetts. Een Pemaquid en enkele Wampanoags hielpen de Pilgrim Fathers de eerste winter door. Ook verschaften zij zaaigoed. Een aantal jaren ging het samenleven goed, maar er kwamen steeds meer kolonisten, die steeds meer land van de stammen wilden om nederzettingen op te bouwen. Kort gezegd: 40 jaar later waren de Wampanoags grotendeels naar het Westen de wildernis ingedreven. In 1675 kwam het – na een reeks provocaties van de kant van de blanken – tot oorlog tussen een bondgenootschap van inheemse stammen en kolonisten met hun vuurwapens. Dit betekende de ondergang van de Wampanoags en Narragansetts.
Massachusetts was de eerste van de dertien koloniën die in opstand kwamen tegen de Britse overheersing. (Op 5 maart 1770 vond het Bloedbad van Boston plaats, toen Britse troepen schoten op protesterende burgers. Na de Boston Tea Party) van december 1773 volgde een aantal strafmaatregelen, zoals het intrekken door Londen van het statuut van Massachusetts en direct bestuur door de Engelse gouverneur, de sluiting voor de koopvaardij van de haven van Boston en de gedwongen inkwartiering bij de burgers thuis van Engelse soldaten.Zie: Intolerable Acts.
Op 9 februari 1775 oordeelde het Britse parlement dat de kolonie rebelleerde, waarna extra troepen gestuurd werden. Op 19 april van dat jaar begon de onafhankelijkheidsoorlog met schermutselingen in Lexington en Concord. 
Op 6 februari 1788 ratificeerde Massachusetts de nieuwe grondwet van de Verenigde Staten, en daarmee werd het de zesde staat van de Verenigde Staten.
Op 15 maart 1820 werd Maine, dat tot dan toe een deel van Massachusetts was, een zelfstandige staat binnen de Verenigde Staten.

## Geografie
De staat heeft een oppervlakte van 27.336 km², waarvan 20.317 km² land. Als men uitgaat van het landoppervlak wonen er 839 mensen per km². Hiermee is het een van de zeven kleinste staten, maar op twee na de meest dichtbevolkte. Het hoogste punt is Mount Greylock (1063 m). De staat is rijk aan grote en kleine meren. De belangrijkste rivier is de Connecticut.
Massachusetts, dat aan de Atlantische Oceaan ligt, omvat het schiereiland Cape Cod en de eilanden Martha's Vineyard en Nantucket. Het grenst in het noorden aan de staten New Hampshire en Vermont, in het westen aan New York en in het zuiden aan Connecticut en Rhode Island.
De belangrijkste steden zijn de hoofdstad Boston, Springfield, Worcester en Lowell. Massachusetts hanteert de Eastern-tijdzone.

## Demografie en economie
In 2024 telde Massachusetts 7.020.060 inwoners (257 per km²). In 2003 bedroeg het bruto product van de staat 297 miljard dollar, oftewel 39.504 dollar per hoofd van de bevolking, waarmee het de op drie na welvarendste staat was. In Massachusetts bevinden zich veel bekende onderwijsinstellingen, zoals de Harvard-universiteit en het Massachusetts Institute of Technology (MIT).
Door een uitspraak van het Hooggerechtshof in Massachusetts kunnen homoseksuelen in Massachusetts sinds 17 mei 2004 met elkaar in het huwelijk treden.

## Bestuurlijke indeling
Massachusetts is onderverdeeld in 14 county's.

## Politiek
Aan het hoofd van de uitvoerende macht van de staat staat een gouverneur, die direct gekozen wordt door de kiesgerechtigden in de staat. Massachusetts is een van de meest liberale staten van het land en stemt bij presidentsverkiezingen traditioneel op de Democratische partij. Op lokaal niveau zijn de uitslagen echter meer afwisselend; zo had de staat bijvoorbeeld vaak een Republikeinse gouverneur. Sinds januari 2023 wordt het gouverneurschap bekleed door de Democrate Maura Healey, die bij de verkiezingen van 2022 de overwinning had behaald.
De wetgevende macht van de staat bestaat uit het Huis van Afgevaardigden van Massachusetts (Massachusetts House of Representatives) met 160 leden en de Senaat van Massachusetts (Massachusetts Senate) met 40 leden. Sinds meer dan twintig jaar hebben de Democraten een meerderheid in beide kamers.
In Massachusetts is de doodstraf afgeschaft.

## Overige informatie
- Op het eiland Nantucket speelde zich een gedeelte van Herman Melvilles boek Moby Dick af.
- Bekende sportteams zijn de Boston Celtics (basketbal), de New England Patriots (American football), de Boston Bruins (IJshockey) en de Boston Red Sox (honkbal).
- Naar de bijnaam heten de inwoners van deze staat Baystaters.